# Jaghneh Āstāneh
Jaghneh Āstāneh (persiska: جغنه آستانه, Jaghneh Ḩaẕratī) är en ort i Iran.   Den ligger i provinsen Khorasan, i den nordöstra delen av landet, 700 km öster om huvudstaden Teheran. Jaghneh Āstāneh ligger 1 026 meter över havet och antalet invånare är 302.
Terrängen runt Jaghneh Āstāneh är huvudsakligen platt, men åt nordost är den kuperad.Runt Jaghneh Āstāneh är det ganska tätbefolkat, med 185 invånare per kvadratkilometer. Närmaste större samhälle är Govāreshk, 5,2 km norr om Jaghneh Āstāneh. Omgivningarna runt Jaghneh Āstāneh är i huvudsak ett öppet busklandskap.